# Aksu (folyó)
Aksu, Akszu folyó Kazahsztánban, az Almati régióban.

## Nevének jelentése
Neve, kazah nyelven Ақсу "Fehér folyó"-t jelent, nevét arról kapta, hogy a völgy aljának fehéres sziklás részén áthaladva vize fehérnek látszik.

## Leírása
Az Aksu az Arys bal oldali mellékfolyója Kazahsztán déli részén, a Talasz Alatau hegység nyugati szélén, Kirgizisztán határán, a Talasz Alatau északi lejtőjén lévő 4042 m magasságban lévő gleccserből indul ki.
Folyásának felső szakaszán keskeny szurdokon folyik át, az Aksu Shabaghyly Természetvédelmi Terület vízgyűjtőjében található. A folyó hossza 133 km, vízgyűjtő területe 766 km².
A folyó a hegyekből kifelé, a sztyeppei síkságra folyik, a hegyeket elhagyva lapos jelleget ölt, a Balkas-Alakol-medencében lévő Zhalkum és Lyukkum homokjain folyik keresztül, majd a Balkas-tó Kukan-öblébe ömlik.
Az Aksu folyó vizét elsősorban mezők és kertek öntözésére használják.